# Tumbe
El Tumbe o “Tumba Carnaval” es una danza afrodescendiente propia de los habitantes del Valle de Azapa en el actual norte de Chile en la Región de Arica y Parinacota, cuya principal característica es el ritmo y la coreografía bailada en épocas coloniales. El tumbe carnaval es una recreación de un baile de cortejo el cual se bailaba en rondas donde los bailadores se tumbaban con caderazos, en sus inicios se tocaba con quijada de burro, guitarra y un tambor.

## Historia
El Tumbe es una danza afrodescendiente que se baila actualmente en el norte de Chile (Afroariqueña), traída al continente por esclavos africanos hace 400 años al valle de azapa bajo la colonia Española, siendo esta región una de las principales con orígenes afrodescendientes de Chile. Alrededor de la segunda mitad del siglo XX irrumpe la reivindicación de las poblaciones afro en Sudamérica con ella el Tumbe del valle de azapa.

## Letra
“Desde el cerro verde, baja don Pascual
Con la soga al cuello, queriéndose ahorcar
Vamos a la plaza que hay mucho que ver
Un negro borracho sobre su mujer”
Coro: ¡Tumba Carnaval!